# Anthophora heliopolitensis
Anthophora heliopolitensis là một loài Hymenoptera trong họ Apidae. Loài này được Pérez mô tả khoa học năm 1910.